# Tituly a vyznamenání Abdalláha II.

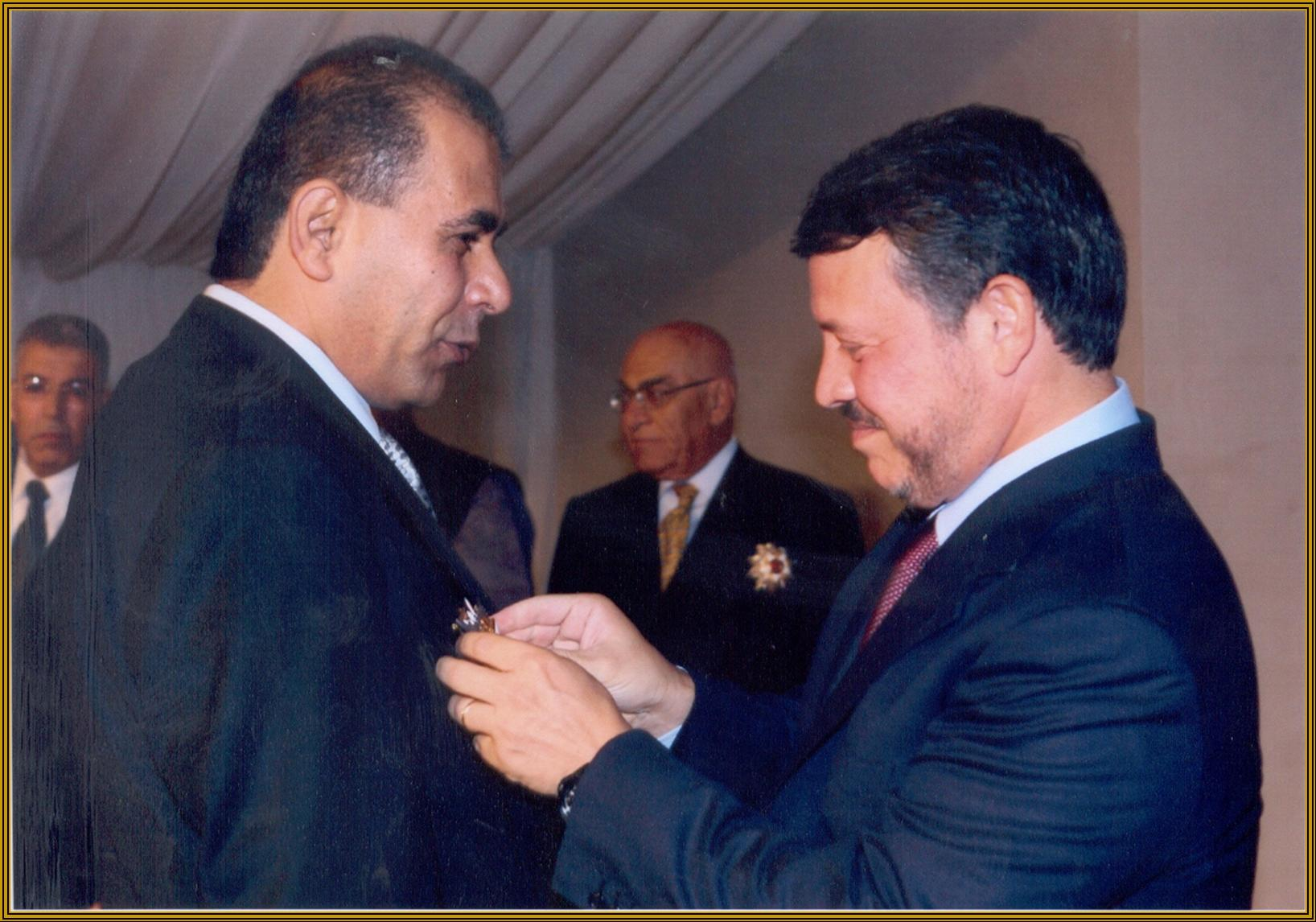
Jordánský král Abdalláh II. udílí vyznamenání

Jordánský král Abdalláh II. během svého života obdržel řadu vyznamenání a titulů. Od svého nástupu na trůn v roce 1999 je také nejvyšším představitelem jordánských řádů.

## Tituly
- 30. ledna 1962 – 1. března 1965: Jeho královská Výsost korunní princ jordánský
- 1. března 1965 – 24. ledna 1999: Jeho královská Výsost princ Abdalláh Jordánský
- 24. ledna 1999 – 7. února 1999: Jeho královská Výsost korunní princ jordánský
- 7. února 1999 – dosud: Jeho Veličenstvo král jordánský

## Vyznamenání

### Jordánská vyznamenání

Erb Abdalláha II. jakožto rytíře Řádu Karla III.

Erb Abdalláha II. jakožto rytíře Řádu Serafínů

Abdalláh II. je od nástupu na trůn dne 7. února 1999 nejvyšším představitelem jordánských řádů.
- Řád al-Husajna bin Alího
- Nejvyšší řád renesance
- Řád jordánské hvězdy
- Řád nezávislosti

### Zahraniční vyznamenání
- Bahrajn
  -  řádový řetěz Řádu al-Chalífy – 4. listopadu 1999
- Belgie
  -  velkokříž Řádu Leopolda – 18. května 2016
- Brunej
  -  řádový řetěz Královského rodinného řádu koruny Bruneje – 13. května 2008
- Česko
  -  Řád Bílého lva I. třídy s řetězem – 11. února 2015 – udělil prezident Miloš Zeman[2][3]
- Finsko
  -  velkokříž s řetězem Řádu bílé růže – 2010[4]
- Itálie
  -  velkokříž Řádu zásluh o Italskou republiku – 15. ledna 1987[5]
  -  velkokříž s řetězem Řádu zásluh o Italskou republiku – 9. února 2001[6]
- Japonsko
  -  velkokříž Řádu chryzantémy – 1993
  -  velkokříž s řetězem Řádu chryzantémy – 30. listopadu 1999
- Jižní Korea
  -  Velký řád Mugunghwa – 4. prosince 1999
- Kazachstán
  -  Pamětní medaile 10. výročí hlavního města Astany – 18. května 2008
- Libanon
  -  speciální třída Řádu za zásluhy – 14. září 1999
- Libye
  -  Řád velkého dobyvatele I. třídy – 1. září 1999
- Německo
  -  velkokříž speciální třídy Záslužného řádu Spolkové republiky Německo – 10. října 2002
- Nizozemsko
  -  velkokříž Domácího oranžského řádu – 7. prosince 1994
  -  velkokříž Řádu nizozemského lva – 30. října 2006
- Norsko
  -  velkokříž s řetězem Řádu svatého Olafa – 4. dubna 2000
- Peru
  -  velkokříž Řádu peruánského slunce – 2005[7]
- Polsko
  -  rytíř Řádu bílé orlice – 26. září 1999
- Portugalsko
  -  velkokříž s řetězem Řádu prince Jindřicha – 5. března 2008[8]
  -  velkokříž s řetězem Řádu svatého Jakuba od meče – 16. března 2009[8]
- Rakousko
  -  velkohvězda Čestného odznaku Za zásluhy o Rakouskou republiku – 2001[9]
- Rumunsko
  -  velkokříž s řetězem Řádu rumunské hvězdy – 20. prosince 2005[10]
- Spojené arabské emiráty
  -  Řád Zajda – 1. listopadu 2023[11]
- Spojené království
  -  čestný rytíř-komandér Královského Viktoriina řádu – 26. března 1984[12]
  -  čestný rytíř velkokříže Řádu svatého Michala a svatého Jiří – 12. května 1999[12]
  -  čestný rytíř velkokříže Řádu lázně, vojenská divize – 6. listopadu 2001[12]
- Španělsko
  -  velkokříž Námořního záslužného kříže s bílým odznakem – 15. září 1995 – udělil král Juan Carlos I.[13]
  -  velkokříž s řetězem Řádu Isabely Katolické – 18. října 1999 – udělil král Juan Carlos I.[14]
  -  velkokříž Leteckého záslužného kříže s bílým odznakem – 23. prosince 1999 – udělil král Juan Carlos I.[15]
  -  velkokříž s řetězem Řádu Karla III. – 21. dubna 2006 – udělil král Juan Carlos I.[16]
- Švédsko
  -  rytíř Řádu Serafínů – 7. října 2003
- Tunisko
  -  velkostuha Řádu republiky – 20. října 2015[17]
- Ukrajina
  -  Řád knížete Jaroslava Moudrého I. třídy – 23. dubna 2002 – udělil prezident Leonid Kučma za vynikající přínos k rozvoji ukrajinsko-jordánských vztahů[18]
  -  Řád za zásluhy I. třídy – 22. června 2011 – udělil prezident Viktor Janukovyč za významný přínos k posílení ukrajinsko-jordánských vztahů[19]

## Akademické tituly

### Doctor honoris causa
- čestný doktorát z politických věd na Jordánské univerzitě – 1. ledna 2001[20]
- Litterarum humanarum doctor na Georgetownské univerzitě za socioekonomický rozvoj v Jordánsku a za podporu  mezináboženského dialogu – 21. března 2005[21]
- čestný doktorát civilního práva na Oxfordské univerzitě – 4. června 2008[22]

### Související kategorie
- Tituly a vyznamenání Husajna I.